# Sarre (Vale de Aosta)
Sarre é uma comuna italiana da região do Vale de Aosta com cerca de 4175 habitantes. Estende-se por uma área de 28 km², tendo uma densidade populacional de 149 hab/km². Faz fronteira com Aosta, Aymavilles, Gignod, Gressan, Jovençan, Saint-Pierre.

## Demografia
| Variação demográfica do município entre 1861 e 2011                               |
|                                                                                   |
| Fonte: Istituto Nazionale di Statistica (ISTAT) - Elaboração gráfica da Wikipedia |